# Arthuria
Arthuria — рід грибів родини Phakopsoraceae. Назва вперше опублікована 1931 року.

## Класифікація
До роду Arthuria відносять 6 видів:
- Arthuria catenulata (Бразилія)
- Arthuria columbiana (Колумбія)
- Arthuria demicicla (Бразилія)
- Arthuria glochidii (Індія)
- Arthuria micra (Мексика)
- Arthuria tylophorae (Індія)